# Českobratrská modlitebna (Svébohov)
Českobratrská modlitebna ve Svébohově je historizující stavbou z roku 1860. Objekt byl v roce 1964 zapsán na seznam kulturních památek.

## Historie
Svébohov byl v širokém okolí jediným místem, kde se již před rokem 1848 objevila poměrně silná skupinka evangelíků helvetského vyznání, která si postavila v roce 1860 za vsí vlastní modlitebnu. Po roce 1918 zde vznikl první sbor českobratrské církve evangelické, ale jeho sídlo bylo brzy přeneseno do Hrabové. Místní sbor dodnes existuje a v kapli se v letních měsících schází k pravidelným bohoslužbám. Sbor také opatruje výtisk Melantrichovy Bible z roku 1549, kolem kterého se jejich předkové scházeli v dobách, kdy je za to mohla čekat smrt. Bibli přinesl do Svébohova ve druhé polovině 18. století Florián Hetzl.
Kaple byla postavena za obcí u nového evangelického hřbitova. V plánech byla označena jako „umrlčí komora“. Kolem roku 1890 byla v kapli postavena kruchta a pořízeno první harmonium. V r. 1939 byla cihlová podlaha v kapli nahrazena dlažbou a o rok později provedena výměna původních lavic za nové. V roce 1995 se uskutečnila generální oprava kaple.

## Popis

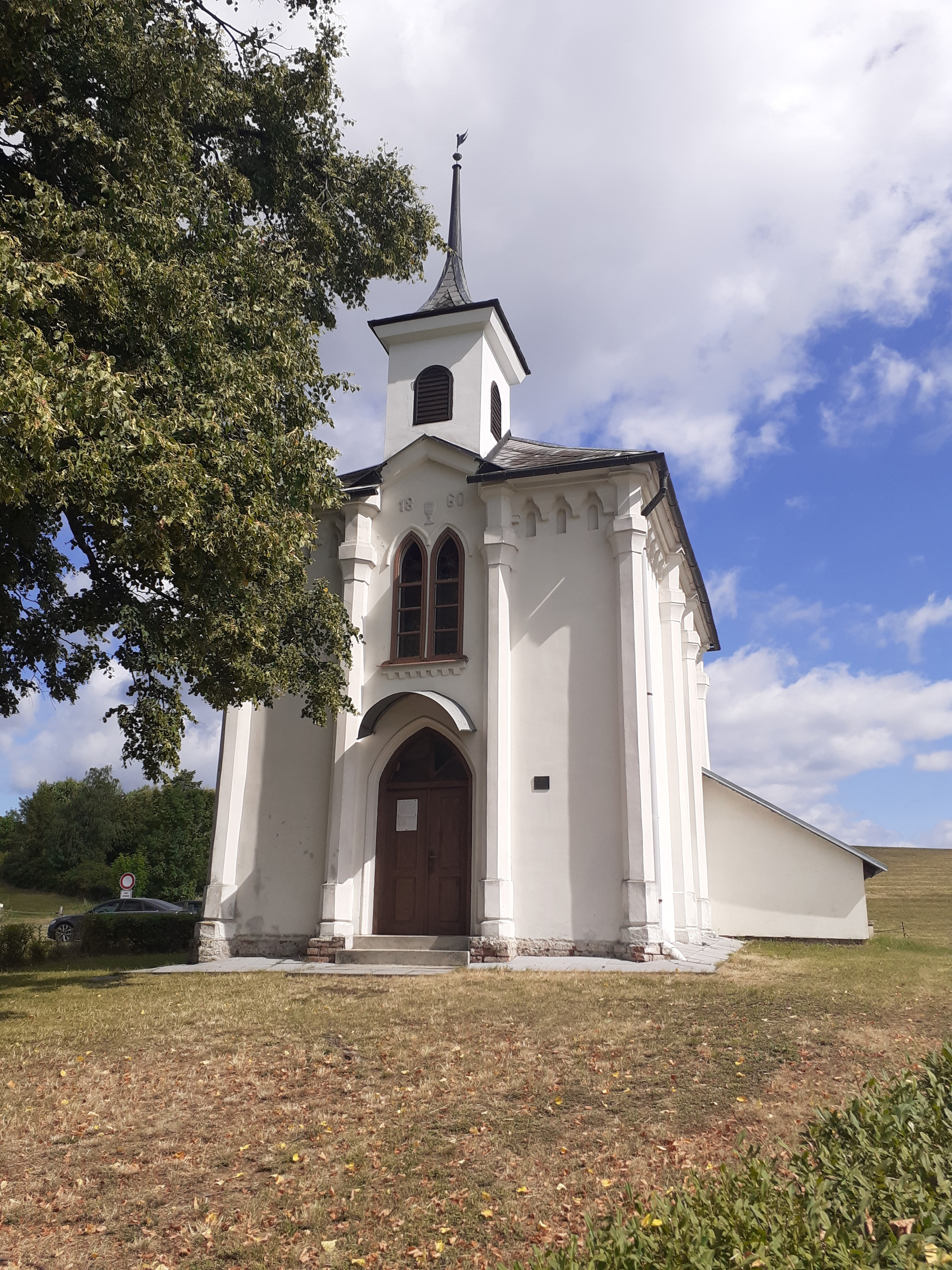
Průčelí evangelické kaple

Zděná, bíle omítnutá stavba nad vesnicí je zdaleka viditelná. Loď obdélného půdorysu s vestavěnou věžičkou ve východní části, odsazený čtvercový presbytář s pětihranným závěrem ze západu. Na severní straně je nízký přístavek s pultovou střechou. Průčelí a fasády člení pilastry, mezi nimiž jsou umístěna sdružená lomená okna. Nad oknem v průčelí je proveden štukový letopočet 1860 uprostřed s plastickým kalichem. Pod střechou je na fasádě ozdobný obloučkový vlys. Sedlová střecha lodi je nad presbytářem pětistranně zvalbená.
Vnitřek kaple je překlenut křížovými klenbami do konzol. Při vstupní straně je dřevěná kruchta s harmoniem.